# Ivan Kandyba

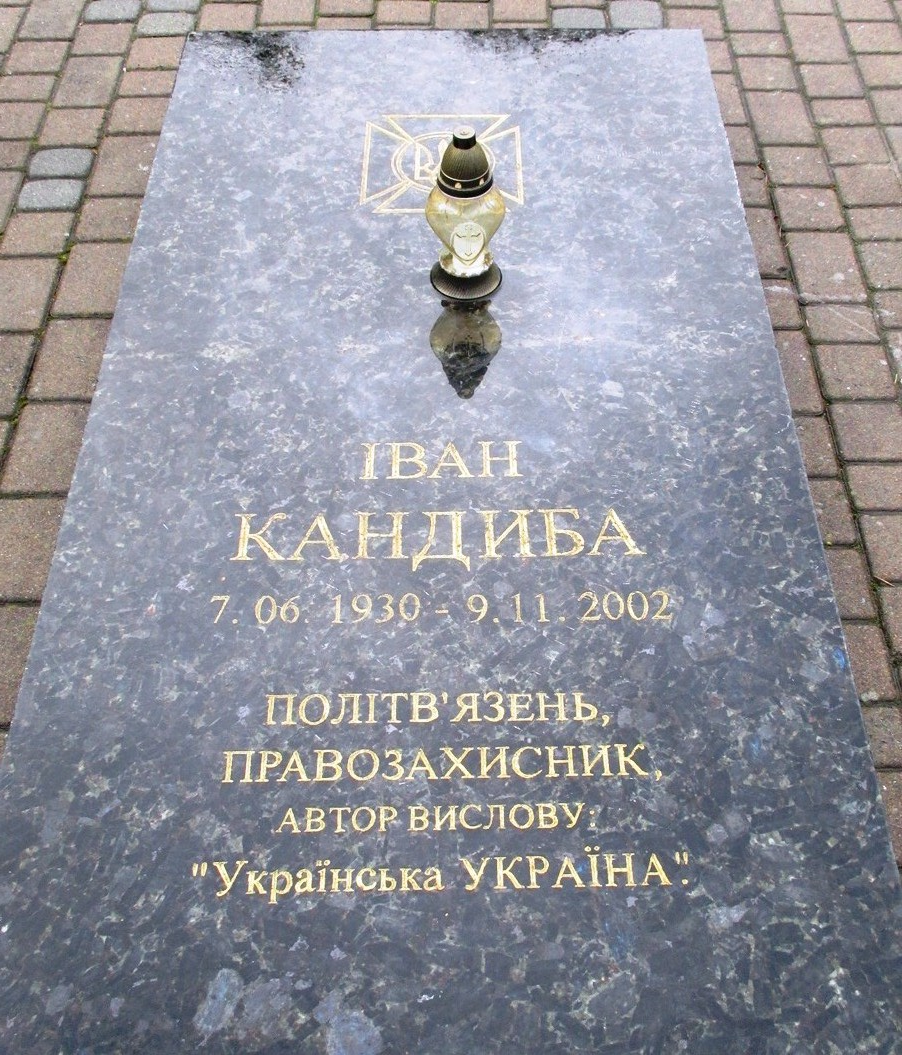
Náhrobek Ivana Kandiby na čestném poli Lychakivského hřbitova ve Lvov

Ivan Oleksijovyč Kandyba (* 7. června 1930, Stulno - 8. listopadu 2002, Lvov) byl ukrajinský aktivista za lidská práva. Spoluzakladatel Ukrajinské Helsinské skupiny. Po roce 1992 byl členem, později předsedou obnovené OUN. V pracovních táborech gulag strávil celkem 22 let.

## Životopis
Narodil se 7. června 1930 ve vesnici Stulno v Chełmské zemi (nyní Polsko), v rolnické rodině. V roce 1945 byla rodina Kandybových nuceně přesídlena do Ukrajinské SSR a usadila se nejprve v Mykolajivské, později Rivenské oblasti. V roce 1953 absolvoval právnickou fakultu Lvovské univerzity. Do roku 1961 pracoval ve městě Hlyňany ve Lvovské oblasti jako notář, lidový soudce a advokát.

### Protisovětská činnost
V roce 1960 se seznámil s Levko Lukjanenkem. Podporoval myšlenku vytvoření podzemní marxistické strany Ukrajinský svaz dělníků a rolníků (Українська робітничо-селянська спілка, URSS), která by prosazovala odtržení Ukrajiny od SSSR. Členové strany se scházeli v Kandybově bytě. V témže roce se aktivně zapojil do ilegální činnosti - distribuoval časopis Naše Slovo (Наше Слово), který vycházel v Londýně, seznamoval různé lidi s programem URSS a účastnil se diskusí o programu strany.
V roce 1961 bylo zatčeno 7 členů URSS, včetně Kandyby. Ivan Kandyba byl za "zradu státu" odsouzen na 15 let v táboře s přísným režimem. Byl vězněn v pracovních táborech v Mordvinsku (ZhKh-385/11, Javas) a Permské oblasti (VS-389/35, Vsekhsvyatskaya) a 4 roky strávil také ve věznici v Vladimiru. V roce 1969 zaslal spolu s Levko Lukjanenkem a Mychailo Horynem do zahraničí "Výzvu Komisi OSN pro lidská práva" o farmakologickém ovlivňování politických vězňů.
Propuštěn byl po odpykání celého patnáctiletého trestu v lednu 1976. V Moskvě se setkal s Andrejem Sacharovem, Petro Hryhorenkem, Jurijem Orlovem a O. Ginzburgem. Ve Lvově, kde žil jeho starý otec, bylo Ivanu Kandybovi odepřeno povolení k pobytu. Usadil se tedy ve městě Pustomyty, kde žil v letech 1976-1981. Pracoval v dílně na opravu elektrických přístrojů a jako topič.
Roku 1976 byl zakládajícím členem Ukrajinské Helsinské skupiny. Jako její aktivní účastník si průběžně dopisoval s politickými vězni, setkával se s členy Moskevské Helsinské skupiny. Jedno z Kandybových delších prohlášení, napsané v lednu 1979 a adresované prezidiu Nejvyššího sovětu SSSR, je k dispozici v angličtině pod názvem Russian Unlawfulness in Ukraine (1980).
Byl neustále pod zpřísněným administrativním dohledem (od osmi hodin večer musel být doma). Pokoušel se získat povolení k vycestování do USA na pozvání své sestry, ale bylo zamítnuto. Byl předvolán na Výbor státní bezpečnosti SSSR, kde mu nabídli povolení k pobytu ve Lvově a práci v jeho oboru za přiznání v tisku a televizi.
V roce 1981 byl znovu zatčen jako poslední člen UHG, který byl dosud na svobodě. Byl obviněn ze spoluautorství a šíření protisovětských materiálů (včetně dokumentů Ukrajinské Helsinské skupiny). V témže roce byl odsouzen k deseti letům v táboře se zvýšenou ostrahou a pěti letům ve vyhnanství, přičemž byl uznán za zvlášť nebezpečného recidivistu.
Byl vězněn v táboře VS-389/36-1 (Kučino) a poté přemístěn do tábora VS-389/35. V roce 1988 byl Ivan Kandyba za to, že trval na svém statusu politického vězně a odmítl pracovat, umístěn na samotku, kde byl držen 65 dní. Dne 5. září 1988 byl Ivan Kandyba omilostněn výnosem Prezidia Nejvyššího sovětu SSSR. Z vězení byl však propuštěn až 9. září poté, co na protest držel hladovku a úřady vyhověly žádosti prezidenta USA Ronalda Reagana, aby politického vězně propustil.

### Aktivity od získání nezávislosti
V roce 1990 se podílel na založení celoukrajinského politického sdružení "Státní nezávislost Ukrajiny". Byl prvním předsedou strany a zakladatelem a poté redaktorem stranických novin "Nepokořený národ".
Od roku 1992 byl členem obnovené Organizace ukrajinských nacionalistů (OUN). Okamžitě byl kooptován do výboru pro legalizaci a obnovu OUN na Ukrajině (OUNvU). Na druhé konferenci "legální" OUN v roce 1993 byl zvolen místopředsedou OUN-UP a v roce 1996 předsedou OUN-UP. Od roku 2001 byl čestným předsedou OUNvU. Strana ale nezískala význam jaký měla v předválečných letech a na politické scéně byla marginálním hráčem.
Zemřel 8. listopadu 2002. Byl pohřben na Ličakovském hřbitově ve Lvově, pole č. 67.

### Státní vyznamenání
- Řád za odvahu 1. třídy (8. listopadu 2006) [7]- za občanskou odvahu, obětavost v boji za prosazení ideálů svobody a demokracie a u příležitosti 30. výročí založení Ukrajinské občanské skupiny pro realizaci Helsinských dohod (posmrtně).

## Externí zdroje
- Ivan Jaworsky: Kandyba, Ivan, Internet Encyclopedia of Ukraine
- KANDYBA, Ivan Oleksiyovych, Dissidents
- O.G. Bazhan: KANDYBA Ivan Oleksiyovych, Encyclopedia of the history of Ukraine: Vol. 4: Ka-Kom / Ed.: V. A. Smoliy, NAS of Ukraine. Institute of History of Ukraine, 2007
- Кандиба Іван Олексійович на сайті «Дисидентський рух в Україні»
- Ю. Д. Зайцев: КАНДИ́БА Іван Олексійович, Modern Ukraine, 2012
- Kandyba Ivan Aleksejevič Archivováno 22. 1. 2023 na Wayback Machine.
- Kandyba Ivan Aleksejevič na stránkách "Disidentské hnutí na Ukrajině"